# Ujsoły
Ujsoły è un comune rurale polacco del distretto di Żywiec, nel voivodato della Slesia.
Ricopre una superficie di 109,95 km² e nel 2005 contava 4 813 abitanti.